# Ławeczka do brzuszków

Przykładowa ławeczka do brzuszków

Ławeczka do „brzuszków” jest prostym narzędziem związanym z wysiłkiem fizycznym, służącym do ćwiczenia mięśni brzucha, tzw. „brzuszków”.
Wyglądem nie różni się zbytnio od zwykłej niskiej ławki bez oparcia, posiada jednak kilka cech, które różnią ją od zwykłych ław. W szczególności można ją łatwo ustawiać pod różnymi kątami względem podłogi, tak aby osoba ćwicząca mogła dostosować ją do swoich potrzeb związanych z ćwiczeniami.